# 亭湖区
亭湖区（ていこ-く）は中華人民共和国江蘇省塩城市に位置する市轄区。

## 行政区画
- 街道:五星街道、文峰街道、先鋒街道、毓竜街道、新洋街道、大洋街道、伍佑街道、黄海街道、新河街道、新城街道
- 鎮:南洋鎮、新興鎮、便倉鎮、塩東鎮、黄尖鎮、歩鳳鎮